# Нет (фильм, 2012)
«Нет» (исп. No) — чилийский кинофильм режиссёра Пабло Ларраина, вышедший на экраны в 2012 году.
Фильм рассказывает о референдуме 1988 года, на котором чилийскому народу была предоставлена возможность сказать «да» или «нет» продлению президентских полномочий диктатора Аугусто Пиночета.

## Сюжет
Главный герой картины Рене́ Сааве́дра (Гаэль Гарсиа Берналь) — преуспевающий рекламист, представитель местного «креативного класса». Он увлекается гоночными машинами, катается на работу на скейтборде и играет со своим сыном в игрушечную железную дорогу. Рене — сын политэмигрантов, полжизни провёл в изгнании, но политика его не интересует.
В стране внезапно происходит нечто совершенно неожиданное — в Чили объявлен референдум о продлении полномочий бессменного президента Аугусто Пиночета, на проведение которого уверенный в успехе диктатор соглашается для легитимизации своей власти в глазах международной общественности.
Правительство Чили, раз уж оно под давлением извне решило создать видимость честного голосования, вынуждено продолжать «игру в демократию» и предоставить оппозиции в течение нескольких недель хоть какое-то эфирное время на телевидении — 15 минут глубокой ночью. У политических сил, пытающихся противостоять военной хунте, впервые появляется призрачный шанс сказать правду своему народу. Вопрос в том, что это будет за правда и как её сказать. А главное, зачем?! Выплеснуть гнев, боль и скорбь, заранее смирившись с неизбежным поражением? Или вопреки всему попытаться победить?
Видный оппозиционер Хосе́ Тома́с Уру́ттиа, старый друг родителей Рене (Луис Ньекко), просит Рене принять участие в разработке 15-минутного агитационного видеоролика. Сааведра берётся за эту работу без особого желания, но очень профессионально. По его авторитетному мнению, негативная информация «не продаётся». В итоге ему удаётся убедить заказчиков — неустойчивую коалицию совершенно разнородных политических партий, от коммунистов до либеральных демократов — полностью пересмотреть сначала концепцию ролика, а затем и PR-стратегию всей кампании «Нет» в целом: вместо напрашивающегося нагнетания ужасов кровавой диктатуры Рене предлагает сконцентрироваться на светлом будущем без Пиночета, как бы рекламируя газировку из супермаркета. Чтобы люди, пришедшие голосовать, имели возможность сказать не горькое «нет» прошлому, а оптимистичное «да» новому Чили.
Ирония ситуации в том, что ближайший друг Рене, его шеф и коллега Лучо Гусман (Альфредо Кастро), возглавляет креативный блок проправительственной PR-кампании «Да». Но на их отношениях это никак не сказывается, и в конце фильма Лучо с явной профессиональной гордостью представляет Рене очередному заказчику как одного из главных творцов успеха победоносной кампании «Нет».

## В ролях
- Гаэль Гарсия Берналь — Рене Сааведра
- Альфредо Кастро[англ.] — Лучо Гусман
- Луис Ньекко[англ.] — Хосе Томас Уруттиа
- Антония Сехерс — Вероника Карвахаль, бывшая жена Рене
- Нестор Кантильяна — Фернандо
- Марсиаль Тагле — Альберто Арансибия
- Паскаль Монтеро — Симон Сааведра Карвахаль, сын Рене и Вероники
- Хайме Вадель — министр внутренних дел Чили Серхио Фернандес
- Аугусто Пиночет — в роли самого себя (архивная кинохроника)
- Патрисио Эйлвин Асокар — в роли самого себя (камео и архивная кинохроника)
- Патрисио Баньядос — в роли самого себя

## Художественные особенности
В фильме используются настоящие ролики и хроника 1988 года (в списке актёров даже указан Пиночет в роли самого себя). Чтобы они не контрастировали с остальным фильмом, Ларраин снял ленту в стиле видеофильмов 1980-х годов.
Главный герой — персонаж вымышленный, хотя у него и было несколько реальных прототипов. В фильме также показаны многие реальные люди, некоторые из которых до сих пор занимают посты в правительстве Чили. Кроме того, в фильме были задействованы многие реальные участники кампании «Нет», однако по режиссёрской задумке они играют роли сторонников Пиночета.
В этом фильме Ларраин, по собственному признанию, отходит от обычного для себя «мрачного» кино, а сам фильм смещается от драмы в сторону комедии; в этом сказывается различие в восприятии телевидения в 1980-х годах и сейчас.

## Награды и номинации
- 2012 — приз Международной конфедерации арт-кино (C.I.C.A.E. Award) на Каннском кинофестивале.
- 2012 — участие в конкурсной программе Лондонского и Токийского кинофестивалей.
- 2012 — приз зрительских симпатий за лучший фильм на иностранном языке на кинофестивале в Сан-Паулу.
- 2012 — приз зрительских симпатий программы «Открытые горизонты» на кинофестивале в Салониках.
- 2012 — попадание в пятерку лучших зарубежных фильмов по версии Национального совета кинокритиков США.
- 2013 — номинация на премию «Оскар» за лучший фильм на иностранном языке.

## Критика
Обозреватель Variety Лесли Фелперин считает, что фильм имеет «потенциал вырваться из того гетто, которое представляет собой кинематограф Латинской Америки, отгороженный от других не-испаноязычных стран… вместе с международным успехом сериала „Безумцы“ организаторы маркетинговых кампаний должны подумать о выгодном использовании зрительского интереса к представлению рекламной индустрии, проведя захватывающее изучение каждой детали с великолепным подходом в духе Мэттью Вайнера».
Критик нью-йоркского журнала Time Out Дэвид Фир назвал фильм «наиболее близким к шедевру из того, что я когда-либо видел тут в Каннах».
На сайте Rotten Tomatoes рейтинг фильма, основанный на 117 отзывах, составляет 93 %.